# Simon Amman
Simon Ammann (n. 25 iunie 1981) este un sǎritor cu schiurile elvețian, cunoscut ca Simi.
Ammann s-a nǎscut în Grabs, Elveția, având ca pǎrinți pe Margit și Hienrch Ammann, și a crescut în Unterwasser, Elveția. Prima sa performanță este medalia de aur de la Salt Lake City.